# 六角錐数
六角錐数（ろっかくすいすう）は、図形数で六角錐に並べることができる数を表す。{\displaystyle n} 番目の六角錐数は、{\displaystyle n} 番目までの六角数の合計に等しい。
最初のいくつかの六角錐数は 1, 7, 22, 50, 95, 161, 252, 372, 525, 715, 946, 1222, 1547, 1925 オンライン整数列大辞典の数列 A002412、n番目の六角錐数は{\displaystyle {\frac {n(n+1)(4n-1)}{6}}}。